# Catherine Donovan
Catherine Donovan, även känd som Mrs. C. Donovan, född 1826, död 1906, var en amerikansk modeskapare och designer.
Hon föddes på Irland och emigrerade till USA. Hon studerade modedesign i Paris och etablerade sig i New York, där hon hade egen butik med showroom (efter 1900 på Madison Avenue). Hon sålde fransk design av Charles Frederick Worth och Pingat. Hennes egen design var kraftigt influerad av samtida fransk design, vilket bland annat märks i de historiska detaljer hon favoriserade i sina kläder. Hon var den modeskapare som under andra hälften av 1800-talet ofta anlitades av New Yorks överklass. 
Philadelphia Museum of Art beskrev henne: 
“After her death in 1906, Irish-born Catherine Donovan was described by the New York Times as "the pioneer dressmaker of the 400," for dressing New York's social elite known as the "400." She owned a building on Madison Avenue at 40th Street, where she sold imported gowns from leading Paris couturiers such as Charles Frederick Worth and Emile Pingat. At least once, her employees' baggage was seized at U.S. customs on suspicion of smuggling. It was common practice for seized goods to be auctioned publicly, and in 1893 over five hundred people attended an auction of Worth, Pingat, and other gowns seized from Donovan.”
Många av hennes klädskapelser finns bevarade och utställda på Metropolitan Museum of Art. 